# Czakan
Czakan (tadż. чакан), czakanduzi (tadż. чакандӯзӣ) – tradycyjna sztuka haftu polegająca na wyszywaniu kolorowymi nićmi ozdób, kwiatów i symboli na bawełnianych lub jedwabnych tkaninach, szeroko rozpowszechniona wśród kobiet i dziewcząt w Tadżykistanie.
W 2018 roku podczas odbywającej się w Port Louis na Mauritiusie 13. sesji Międzyrządowego Komitetu ds. Ochrony Niematerialnego Dziedzictwa Kulturowego tradycja wpisana została na listę reprezentatywną niematerialnego dziedzictwa kulturowego UNESCO.

## Charakterystyka

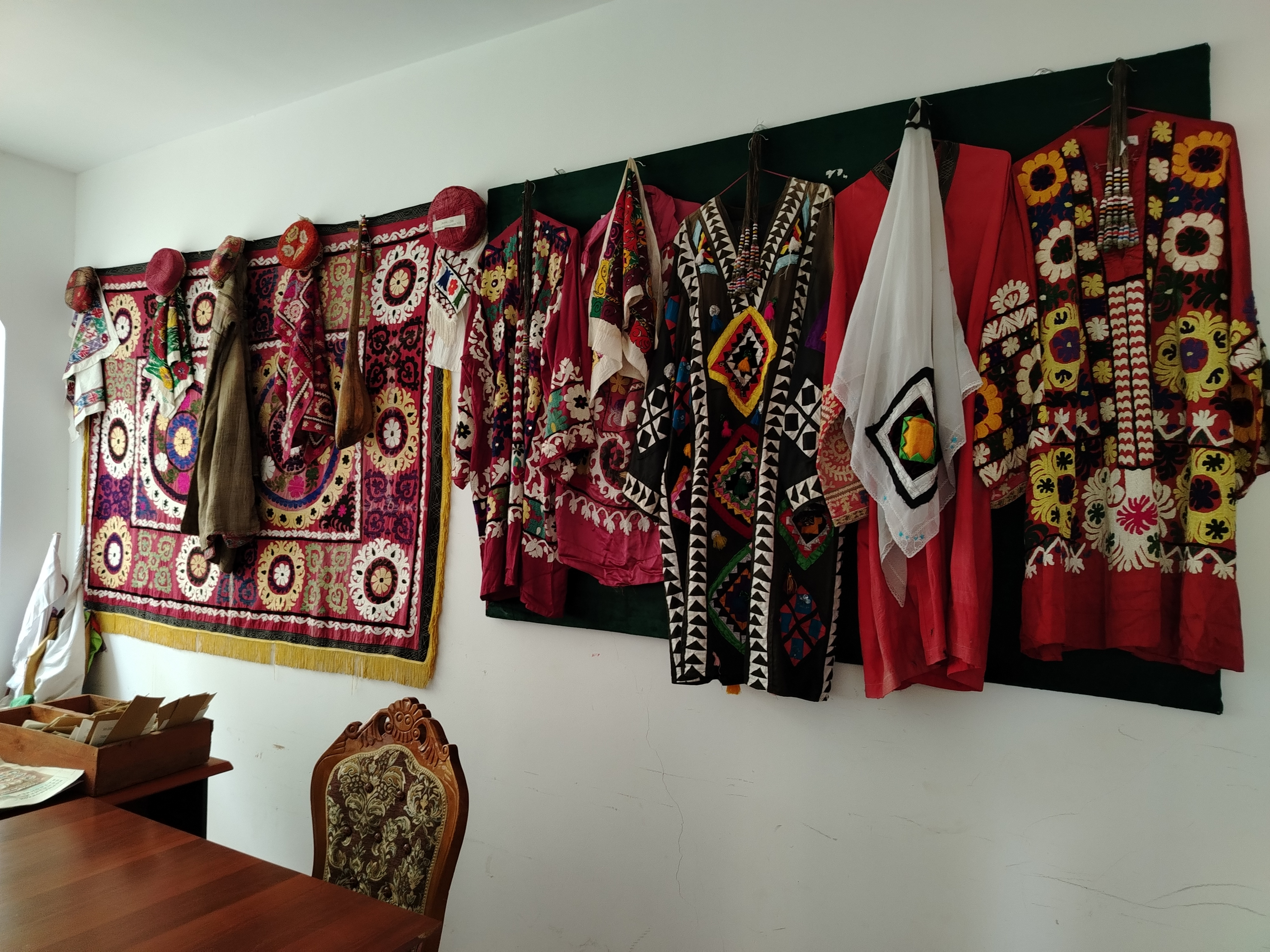
Stroje zdobione haftem czakan na wystawie w Muzeum Historyczno-Etnograficzne im. Bobojunusa Chudojdodzody w Temurmalik im. Bobojunus Chudojdodzoda w Temurmalik (2025)

Hafciarstwo w Republice Tadżykistanu to rzemiosło o długiej historii i cieszące się dużą popularnością. Haft w każdym regionie kraju ma swoje specyficzne cechy kompozycyjne oraz tworzony jest z wykorzystywaniem różnych technik i materiałów. W wilajecie sogdyjskim w północnym Tadżykistanie haft nosi nazwę gulduzi, a ciemne ornamenty wyszywane są na tkaninach koloru żółtego. W Kotlinie Hisarskiej jako tło używane są najczęściej tkaniny zielone, a w Górskim Badachszanie – białe. Hafciarstwo jest bardzo popularne również w przygranicznym wilajecie surchandaryjskim w południowym Uzbekistanie.
Sztuka haftu czakan rozpowszechniona jest głównie w południowej części Tadżykistanu, w wilajecie chatlońskim. Położone w jego wschodniej części miasto Kulab uchodzi za centrum tego rzemiosła. W latach 30. i 40. XX wieku z powodu migracji ludności rzemiosło rozpowszechniło się w dolinie rzeki Wachsz w zachodniej części wilajetu, a w XXI wieku ze względu na rozwój technologii telekomunikacyjnych – w innych regionach na terenie całego kraju.
Haftem ozdabia się zarówno ubrania, takie jak damskie bluzki, koszule czy chustki na głowę, jak również elementy wyposażenia domu, np. zasłony, poduszki, poszewki, koce, ręczniki czy narzuty na łóżka i kołyski. W wilajecie chatlońskim podczas ślubów koszula z haftem czakan jest ważną częścią stroju panny młodej, natomiast panowie młodzi zakładają zdobione tym haftem nakrycie głowy zwane tokii (tadż. тоқии). Tradycyjne haftowane stroje noszone są również podczas tadżyckich świąt narodowych, święta Nouruz oraz lokalnych konkursów i festiwali.

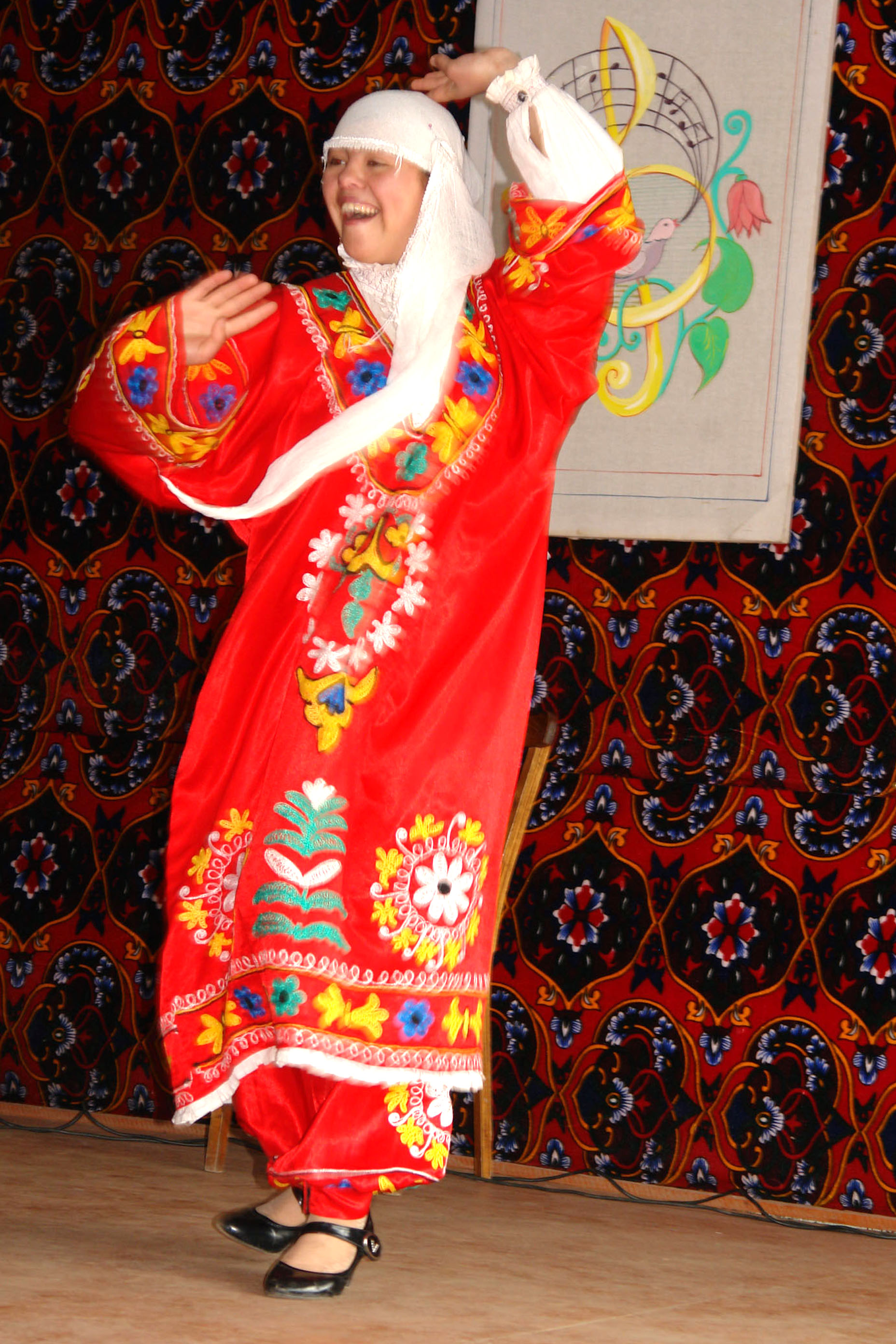
Tancerka w tradycyjnym stroju zdobionym haftem czakan (2009)

Proces haftowania rozpoczyna się od wyboru materiału oraz nici. Kolorowe nici były w przeszłości wytwarzane z włókien jedwabnych i bawełnianych, które następnie farbowano naturalnymi barwnikami pozyskiwanymi z minerałów i niektórych gatunków roślin. Współcześnie jednak coraz częściej stosuje się nici produkowane przemysłowo. Następnie wykonywany jest zarys ornamentu. Elementy haftu wyszywane są najczęściej na bawełnianych lub jedwabnych tkaninach koloru czerwonego. Przedstawiają obrazy związane z otaczającą przyrodą i wszechświatem oraz wyrażające ludzkie pragnienia i nadzieje. Każdy ornament ma swoje symboliczne znaczenie, a do najczęściej pojawiających się motywów należą m.in. słońce, księżyc, gwiazdy, chmury, róża, palma, kwiat granatu, liście wierzby, kwiat celozji, tulipan, migdał, słowik, pawi ogon, grzebień koguta i grot strzały.

## Depozytariusze dziedzictwa i transmisja tradycji
Depozytariuszkami tradycji są tadżyckie krawcowe – zarówno dorosłe kobiety, jak i dziewczęta – oraz osoby używające wyrobów z haftem czakan w swoim codziennym życiu. Rzemieślniczki pracują zarówno indywidualnie, jak również zbiorowo, w grupach składających się głównie z sąsiadek. Każdej grupie przewodniczy mistrzyni tego fachu, która zajmuje się organizacją pracy, zbieraniem zamówień na wytwarzane wyroby, zaopatrzeniem w surowce do ich produkcji i sprzedażą gotowych produktów na bazarach i w sklepach odzieżowych. W obrębie grupy często obowiązuje podział wykonywanych obowiązków. Hafciarstwem w Tadżykistanie zajmuje się również niewielka grupa mężczyzn.
Transmisja tradycji odbywa się w rodzinach, gdzie dziewczynki w wieku 8–9 lat zaczynają uczyć się haftowania od swoich babć, matek, teściowych i starszych sióstr, a także w grupach rzemieślniczych, w których mistrzynie tego fachu uczą swoje uczennice (dziewczęta w wieku 16–20 lat). Swój udział w podtrzymaniu tradycji mają również szkoły oraz lokalne stowarzyszenia. Wyroby i stroje z haftem czakan uznawane są za ważny element tożsamości narodowej Tadżyków.